# Renato Ramos
Renato Andrés Ramos Madariaga ( Antofagasta, Chile, 12 de febrero de 1979 ) más conocido como "el Tiburón Ramos" por su nariz prominente, es un exfutbolista y director técnico chileno. Actualmente es entrenador del Club de Deportes Lota Schwager.

## Trayectoria

### Como jugador
Comenzó su carrera en las divisiones inferiores de Everton de Viña del Mar, para luego jugar en la tercera categoría en Deportes La Ligua y A.C. Barnechea, debutando profesionalmente con Unión Española en 2001.
A principios de 2003 ficha en Universidad de Concepción, donde lograron clasificar a Copa Libertadores.
El segundo semestre de 2004 ficha en Deportes Antofagasta.
En 2005 ficha en Everton de Viña del Mar y se convierte en figura. A principios del año 2006 ficha en Antofagasta y es el goleador de Chile en la fase regular.
Un momento clave en su carrera fue haber batido los 1.352 minutos invictos del portero José María Buljubasich en 2005 jugando en Everton de Viña del Mar, en el Estadio Sausalito mediante lanzamiento penal en el primer tiempo.
En 2007 ficha en Tecos (participando en interliga realizada en EE. UU.), pero por problemas de cupo extranjero solo jugó en el equipo filial. 
Para la temporada 2008 ficha en Audax Italiano por 2 años, jugando Copa Libertadores de ese año y anotando un gol importante a Sao Paulo, en el estadio Nacional.
En julio de 2008 ficha en Bolívar y jugando Copa Sudamericana anotó el gol más rápido del torneo. Después vuelve a Chile para jugar en Ñublense en el año 2009.
En 2010 juega para Universidad de Concepción, donde entre otras cosas logró zafar de la promoción con su equipo.
Renato Ramos, jugó de titular ante Colo-Colo, el sábado 13 de febrero de 2011, cuando los del Campanil dieron una goleda histórica a Colo-Colo de 5 - 1 con una Tripleta de Ramos jugando de visita en el estadio monumental.
Al final del campeonato nacional 2011, la U. de Concepción estaba luchando por no descender a la segunda división, ´´el campanil´´ perdía con Unión San Felipe 1 a 0 en el estadio municipal de Yumbel y al inicio del segundo tiempo entró Renato Ramos, el cambio clave que daría la victoria a la U. de Concepción por 2 a 1 con doblete del ´´tiburón Ramos´´.
El 18 de diciembre confirmó vía Twitter que había firmado con San Marcos de Arica por 1 año y medio, vínculo que cortó en el segundo semestre de 2013, para fichar en Lota Schwager.
En enero de 2014 llega a Palestino para suplir el lugar dejado por Diego Chaves y Roberto Gutiérrez. El 10 de diciembre del mismo año anota su gol número 100 en torneos de Primera División en un partido de visita ante Huachipato válido por la Liguilla Pre-Libertadores.
Renato Ramos lleva en torneos de primera división 104 goles y en total 149 goles.
El 23 de mayo de 2015 se confirma su traspaso a Deportes Antofagasta.

### Como entrenador
Entre el año 2016 y 2021 trabajó en el fútbol joven de Palestino, cuadro en el que dirigió a la sub-11, sub-12, sub-15 y la juvenil, llegando a ser el Jefe Técnico del fútbol formativo.
El 19 de abril del año 2021 fue presentado como el nuevo director técnico de Deportes Concepción.
Junto a Deportes Concepción lograron que el equipo ganara luego de 5 meses. Además, avanzaron hasta los octavos de final de Copa Chile, dejando afuera a dos cuadros de categorías superiores, en primera fase a Universidad de Concepción de la 1eraB y en segunda fase a Santiago Wanderers de la primera división.
El 3 de enero del año 2023, se anunció la llegada de Ramos como director técnico de Lota Schwager.
En 2024, después de un apretado campeonato, Lota Schwager regresa a Tercera división A tras vencer en la última fecha como local en el estadio Federico Schwager por 2 a 0 a Naval de Talcahuano, coronándose campeón del grupo sur superando por diferencia de goles a Malleco Unido.
Como parte de la pretemporada, y al igual que en la definición de Tercera B de 2024, Lota Schwager ganó la final del Octogonal Biobío 2025 con un marcador 3-1 también frente a Naval, en el estadio Federico Schwager.

## Clubes

### Como jugador
| Club                      | País    | Año       | P.J | Goles |
| ------------------------- | ------- | --------- | --- | ----- |
| Deportes La Ligua         | Chile   | 1999      |     |       |
| Barnechea                 | Chile   | 2000      |     |       |
| Unión Española            | Chile   | 2001-2002 | 7   | 0     |
| Universidad de Concepción | Chile   | 2003-2004 | 2   | 1     |
| Everton                   | Chile   | 2005      | 36  | 16    |
| Deportes Antofagasta      | Chile   | 2006      | 35  | 18    |
| Tecos A                   | México  | 2007      | 26  | 11    |
| Audax Italiano            | Chile   | 2008      | 17  | 8     |
| Bolívar                   | Bolivia | 2008      | 4   | 4     |
| Ñublense                  | Chile   | 2009-2010 | 47  | 21    |
| Universidad de Concepción | Chile   | 2010-2012 | 79  | 30    |
| San Marcos de Arica       | Chile   | 2013      | 12  | 4     |
| Lota Schwager             | Chile   | 2013      | 23  | 13    |
| Palestino                 | Chile   | 2014-2015 | 55  | 22    |
| Deportes Antofagasta      | Chile   | 2015      | 13  | 2     |
| Barnechea                 | Chile   | 2016      | 13  | 4     |

### Como entrenador
| Club                | País  | Año           | PJ | PG | PE | PP | GF  | GC | GD  | Rendimiento |
| ------------------- | ----- | ------------- | -- | -- | -- | -- | --- | -- | --- | ----------- |
| Deportes Concepción | Chile | 2021          | 17 | 4  | 5  | 8  | 14  | 25 | -11 | 33.33%      |
| Lota Schwager       | Chile | 2023-presente | 63 | 44 | 8  | 11 | 127 | 55 | +72 | 74.07%      |
| Total               | Total | Total         | 80 | 48 | 13 | 19 | 141 | 80 | +61 | 65.42%      |